# نخرود
نخرود روستایی در دهستان افین بخش زهان شهرستان زیرکوه استان خراسان جنوبی ایران است. بر پایه سرشماری عمومی نفوس و مسکن در سال ۱۳۹۵ جمعیت این روستا ۹۱ نفر (در ۲۲ خانوار) بوده است. روستای نخرود در مسیر اصلی شهرستان زیرکوه به دهستانهای شاخن و شاخنات شهرستان بیرجند قرار دارد. 